# Doliops elcanoi
Doliops elcanoi es una especie de escarabajo del género Doliops, familia Cerambycidae. Fue descrita científicamente por Vives en 2011.
Habita en Filipinas (Luzón, Ambaguio, Belance, Kasibu, Kayapa, Queeson, Maddela, Sierra Madre, Dupax y las provincias de Nueva Vizcaya y Quirino). Los machos y las hembras de Doliops elcanoi miden aproximadamente 12 mm, sin embargo, los machos pueden alcanzar longitudes que van desde los 12.5 hasta 13.5 mm.
El período de vuelo de esta especie ocurre en los meses de mayo, junio, julio, agosto, septiembre, noviembre y diciembre.